# Анчинашкевич, Вениамин Александрович
Вениами́н Алекса́ндрович Анчинашке́вич (14 октября 1910, Великие Луки, Псковская губерния — 5 января 1969, Йошкар-Ола) — советский и российский административный руководитель. Начальник железнодорожной станции города Йошкар-Олы Марийской АССР (1940—1960-е). Член ВКП(б) с 1940 года. Кавалер ордена Ленина (1953).

## Биография
Родился 14 октября 1910 года в г. Великие Луки ныне Псковской области в семье служащего железной дороги. В 1925 году окончил школу II ступени в Казани.
С 1929 года был работником, в 1940—1960-х годах — начальником железнодорожной станции Йошкар-Олы.
В 1940 году принят в ВКП(б).
За успехи в труде и вклад в развитие железнодорожного транспорта награждён орденами Ленина, Трудового Красного Знамени и «Знак Почёта» (дважды), а также Почётными грамотами Президиума Верховного Совета Марийской АССР (трижды).
Скончался 5 января 1969 года в Йошкар-Оле.

## Награды
- Орден Ленина (1953)[1][2]
- Орден Трудового Красного Знамени[1][2]
- Орден «Знак Почёта» (1943, 1960)[1][2]
- Почётная грамота Президиума Верховного Совета Марийской АССР (1941, 1943, 1944)[1][2]